# Championnat de Bulgarie de football 1973-1974
Navigation
Saison précédente Saison suivante
La saison 1973-1974 du Championnat de Bulgarie de football était la 50e édition du championnat de première division en Bulgarie. Les seize meilleurs clubs du pays se retrouvent au sein d'une poule unique, la Vissha Professionnal Football League, où ils s'affrontent deux fois, à domicile et à l'extérieur. À la fin de la saison, les deux derniers du classement sont relégués et remplacés par les deux meilleurs clubs de deuxième division.
Cette saison voit le sacre du Levski-Spartak Sofia, qui met fin à la série gagnante du CSKA Sofia, vainqueur des trois dernières éditions, en terminant en tête du classement final, avec un seul point d'avance sur le champion en titre. Le Lokomotiv Plovdiv complète le podium, à 13 points du Levski-Spartak, qui remporte là le 2e titre de son histoire. Le club aurait pu réussir le doublé mais perd la finale de la Coupe de Bulgarie face au CSKA, qui remporte le trophée pour la 3e année consécutive.

## Les 16 clubs participants
| - Levski-Spartak Sofia - CSKA Septemvriysko zname Sofia - PFK Spartak Pleven - Lokomotiv Plovdiv - Pirin Blagoevgrad - Promu de D2 - PFC Slavia Sofia - Beroe Stara Zagora - Lokomotiv Sofia | - Tcherno More Varna - Yantra Gabrovo - Promu de D2 - PFC Minyor Pernik - Trakia Plovdiv - Botev Vratsa - Akademik Sofia - Etar Veliko Tarnovo - ZhSK-Spartak Varna |

## Compétition

### Classement
Le barème utilisé pour établir le classement est le suivant :
- Victoire : 2 points
- Match nul : 1 point
- Défaite : 0 point

| Rang | Équipe                             | Pts | J  | G  | N  | P  | Bp | Bc | Diff |
| ---- | ---------------------------------- | --- | -- | -- | -- | -- | -- | -- | ---- |
| 1    | Levski-Spartak Sofia               | 47  | 30 | 21 | 5  | 4  | 58 | 30 | +28  |
| 2    | CSKA Septemvriysko zname Sofia T C | 46  | 30 | 19 | 8  | 3  | 54 | 27 | +27  |
| 3    | Lokomotiv Plovdiv                  | 34  | 30 | 13 | 8  | 9  | 49 | 36 | +13  |
| 4    | Etar Veliko Tarnovo                | 33  | 30 | 13 | 7  | 10 | 38 | 30 | +8   |
| 5    | Lokomotiv Sofia                    | 33  | 30 | 12 | 9  | 9  | 35 | 32 | +3   |
| 6    | Akademik Sofia                     | 32  | 30 | 11 | 10 | 9  | 37 | 38 | -1   |
| 7    | Botev Vratsa                       | 30  | 30 | 12 | 6  | 12 | 42 | 48 | -6   |
| 8    | PFC Slavia Sofia                   | 28  | 30 | 10 | 8  | 12 | 36 | 33 | +3   |
| 9    | Tcherno More Varna                 | 28  | 30 | 11 | 6  | 13 | 42 | 42 | 0    |
| 10   | Trakia Plovdiv                     | 27  | 30 | 7  | 13 | 10 | 36 | 42 | -6   |
| 11   | Pirin Blagoevgrad P                | 27  | 30 | 11 | 5  | 14 | 29 | 43 | -14  |
| 12   | Yantra Gabrovo P                   | 25  | 30 | 10 | 5  | 15 | 40 | 49 | -9   |
| 13   | PFC Minyor Pernik                  | 25  | 30 | 7  | 11 | 12 | 28 | 45 | -17  |
| 14   | PFC Spartak Pleven                 | 24  | 30 | 7  | 10 | 13 | 32 | 43 | -11  |
| 15   | Beroe Stara Zagora                 | 21  | 30 | 7  | 7  | 16 | 50 | 46 | +4   |
| 16   | ZhSK-Spartak Varna                 | 20  | 30 | 7  | 6  | 17 | 26 | 48 | -22  |

|  | Qualification pour la Coupe des clubs champions 1974-1975                                |
|  | Qualification pour la Coupe des Coupes 1974-1975                                         |
|  | Qualification pour la Coupe UEFA 1974-1975                                               |
|  | Relégation en deuxième division                                                          |
|  | T : Tenant du titre C : Vainqueur de la Coupe de Bulgarie P : Promu de deuxième division |

## Bilan de la saison
| Championnat de Bulgarie de football 1973-1974 |                                 |
| Champion                                      | Levski-Spartak Sofia (2e titre) |
| Coupes et trophées                            |                                 |
| Vainqueur de la Coupe de Bulgarie 1973-1974   | CSKA Septemvriysko zname Sofia  |
| Qualifications continentales                  |                                 |
| Coupe des clubs champions 1974-1975           | Levski-Spartak Sofia            |
| Coupe des Coupes 1974-1975                    | CSKA Septemvriysko zname Sofia  |
| Coupe UEFA 1974-1975                          | Etar Veliko Tarnovo             |
| Coupe UEFA 1974-1975                          | Lokomotiv Plovdiv               |
| Promotions et relégations                     |                                 |
| Promus en Vissha PFL                          | Dunav Ruse                      |
| Promus en Vissha PFL                          | PFC Sliven                      |
| Relégués en B PFL                             | Beroe Stara Zagora              |
| Relégués en B PFL                             | ZhSK-Spartak Varna              |